# Староникольское (Нижегородская область)
Староникольское — деревня в составе Семьянского сельсовета в Воротынском районе Нижегородской области.

## Географическое положение
Деревня Староникольское расположена в южной части Воротынского района в 1 км к западу от села Кекино на левобережье реки Урга в 26 км от районного центра Воротынца и в 16 км от Семьян.